# Desmia geminipuncta
Desmia geminipuncta là một loài bướm đêm trong họ Crambidae.